# ロマンス (アーカンソー州)
ロマンス（Romance）は、アメリカ合衆国アーカンソー州ホワイト郡にある非法人地域。郵便番号は72136。

## 概要
ロマンス周辺の最初の定住者は1850年代にケンタッキー州から農地を求めてやってきた数世帯の開拓者たちであったとされている。その定住者の出自から、当初同地域はケンタッキーバレーと呼ばれていた。
アメリカ合衆国郵政省は他の地名との混同を避けるため、ケンタッキーバレーという名称の使用を認めなかったため、ロマンスという名称が用いられるようになった。尚、名前の由来については諸説ある。
南北戦争のころから20世紀初頭までは綿花栽培が盛んに行われていた。

## ロマンス郵便局

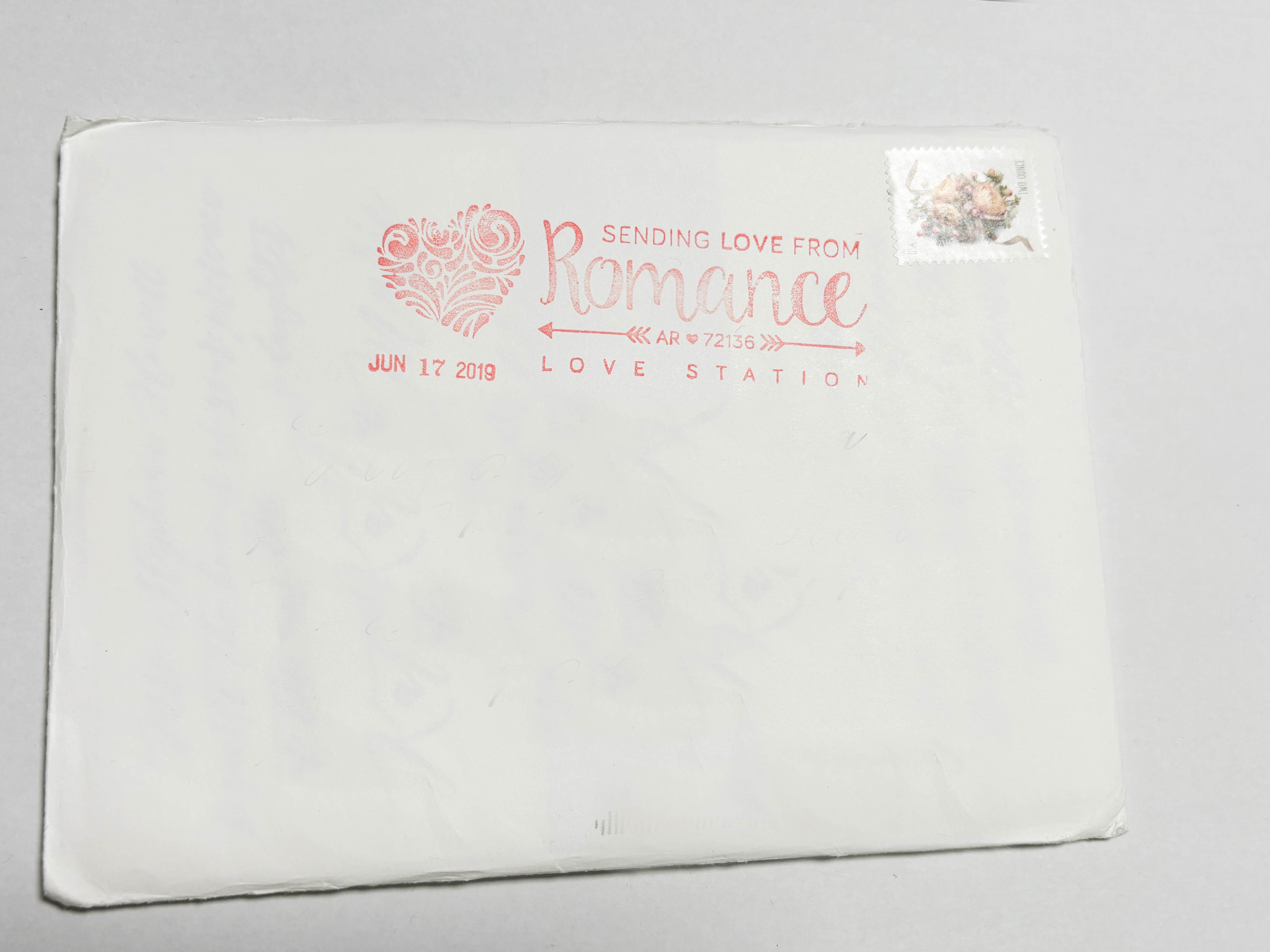
ロマンス郵便局の消印が押された結婚式の招待状。（宛名・住所を加工）

ロマンスの郵便局はその名称から、バレンタインカードや結婚式の招待状を発送するために訪れる人が多い。また、ロマンス郵便局で使われる消印は他の郵便局のものと異なっており、この郵便局を訪れる人が多い一因にもなっている。田舎の人口の少ない地域にもかかわらず毎年全米から10,000通以上の手紙が持ち込まれる。